# Kastell Tia Mare

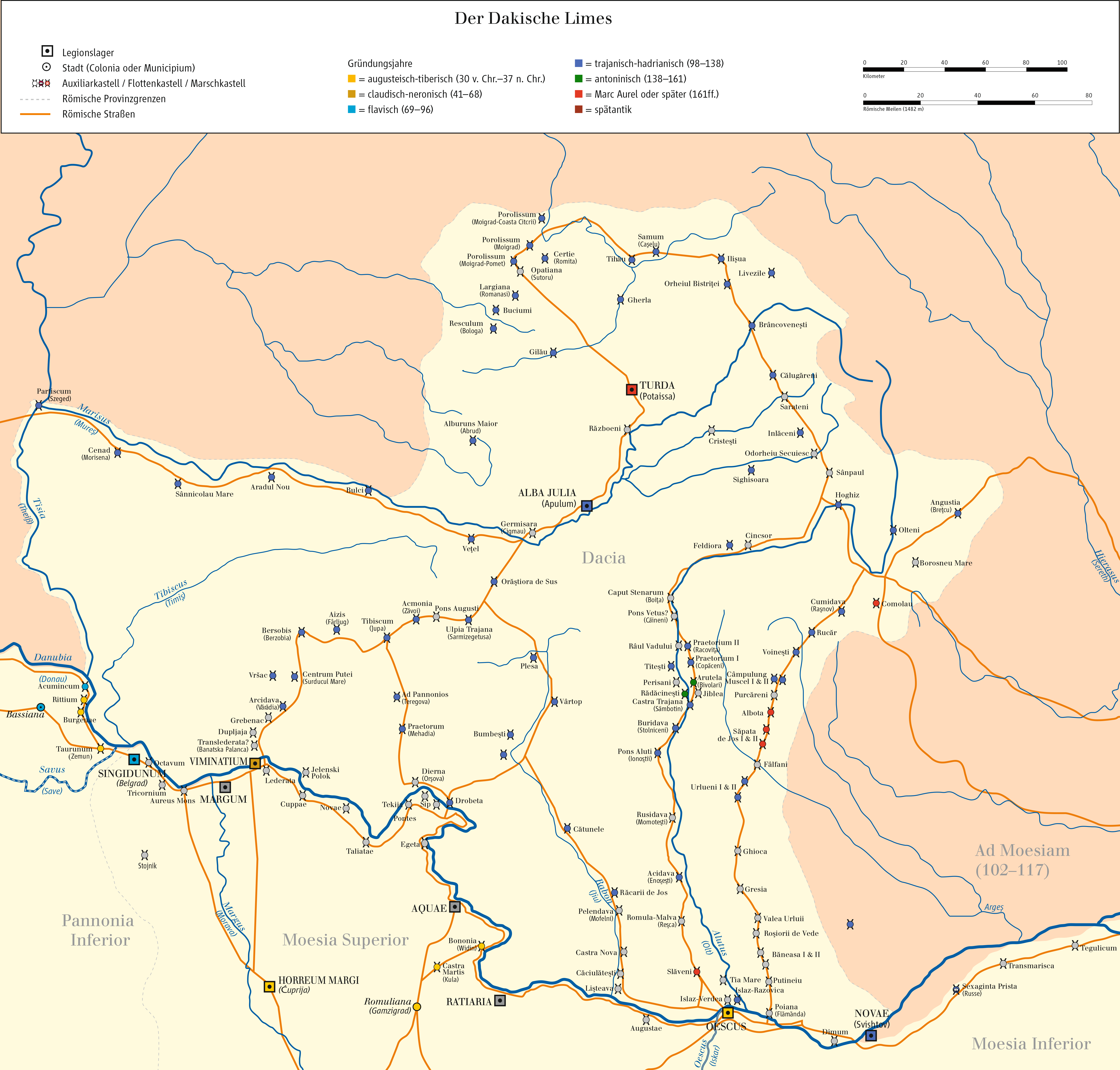
Kastell Tia Mare im Verlauf der dakischen Limites

Das Kastell Tia Mare ist ein ehemaliges römisches Auxiliarkastell auf dem Gebiet der Gemeinde Tia Mare, Kreis Olt, an der Grenze zwischen den rumänischen Regionen Kleine Walachei und Große Walachei.

## Lage
Der Standort des Kastells befindet sich östlich oberhalb des Flusses Olt gegenüber dem heutigen Dorf Tia Mare. Bodenverformungen lassen eine Kastellumwehrung vermuten. Durch die erhöhte Position wäre der Kastellbesatzung eine gute Überwachung des Schiffsverkehrs auf dem Olt und des Landverkehrs auf der am anderen Ufer parallel zum Fluss verlaufenden Limesstraße möglich gewesen.

## Kenntnisstand
Dumitru Tudor, der sich schon 1942, 1953, 1965, 1968 und 1969 mit dem möglichen Kastellstandort auseinandergesetzt hatte, postulierte 1978 ein Kleinkastell in steinerner Bauweise und mit einem quadratischen Grundriss von rund 30 m mal 30 m, entsprechend einer Grundfläche von 900 m². Wenn die wahrnehmbaren Bodenverformungen dem Kastellgrundriss entsprechen, war es mit seinen Seiten in etwa in die vier Himmelsrichtungen orientiert. Das Kastell wäre Bestandteil des Limes Alutanus gewesen und hätte administrativ zur Provinz Dacia inferior, später zur Dacia Malviensis gehört. Das in Frage kommende Areal wurde bislang noch nicht archäologisch ergraben.